# Natronski papir
Natronski papir ili kraft papir se proizvodi od nebijeljene ili bijeljene sulfatne celuloze s veoma velikom čvrstoćom na istezanje. Svojstven je po smeđoj boji. Natronski papir za izradu vreća keljen je i vodootporan, strojnogladak ili jednostrano gladak, gramature oko 80 g/m2. Natronski papir manje gramature (od 20 do 30 g/m2) služi kao kabelski, toaletni ili kao omotni papir za posebne svrhe, a najtanji (od 6 do 12 g/m2) kao kondenzatorski papir.

## Sulfatna celuloza
Sulfatna celuloza proizvodi se postupkom koji je primjenjiv za preradu svih vrsta drveta (četinjača i bjelogorice) bez obzira na količinu smole, pa i za preradu stabljika različitih trava. Odlikuje se dugim i čvrstim vlaknima, koja su manje oštećena nego u sulfitnoj i natronskoj celulozi. Od sulfatne celuloze proizvodi se vrlo čvrst papir, koji u nebijeljenom stanju služi u prvom redu kao omotni papir, zatim kao kabelski i kondenzatorski papir, i slično.

## Omotni papir
Omotni papiri, kartoni i ljepenke proizvode se uglavnom od starog papira (u prosjeku stari papir čini oko 80% sirovine), ali i od poluceluloze, sulfitne i sulfatne celuloze. Od omotnih se papira traži velika čvrstoća na kidanje, otpornost prema savijanju, dobra rastezljivost i neprobojnost. Kao materijal za pakiranje (ambalažu), papir se upotrebljava više od bilo kojeg drugog konkurentnog materijala.
U omotni ili ambalažne papire ubrajaju se: 
- prosti papir za zamatanje ili šrenc papir, slabih mehaničkih svojstava i lošeg izgleda, upotrebljava se za pakiranje, a najviše kao unutarnji ravni sloj u valovitom kartonu;
- papir za valovitu ljepenku ili fluting papir, izrazite krutosti, služi za izradbu valovitoga sloja u valovitom kartonu (kartonska ambalaža);
- kraft papir, od dugih četinjačkih vlakana sulfatne celuloze, najboljih je mehaničkih svojstava, služi za izradbu papirnih vreća i kao ravni sloj valovitoga kartona;
- natronski papir, po kvaliteti sličan kraft papiru, ali manjih gramatura, koristi se za izradu konzumnih vrećica i ljepljivih papirnih vrpca.